# Neoregelia longisepala
Neoregelia longisepala là một loài thực vật có hoa trong họ Bromeliaceae. Loài này được E.Pereira & I.A.Penna mô tả khoa học đầu tiên năm 1983.